# Баґдоґра
Аеропорт Баґдоґра (англ. Bagdogra Airport або Civil Aerodrome Bagdogra, ІАТА: IXB, ІКАО: VEBD) — військовий аеропорт в Індії, частково відкритий для громадянських рейсових польотів, розташований за 16 км від міста Сіліґурі в штаті Західний Бенгал. Аеропорт є важливим транспортним вузлом регіону, звідти здійснюються рейси до Колкати, Нью-Делі, Ченнаї і Ґувахаті. Аеропортом користується велика кількість туристів, що прибувають сюди з метою відвідування гірських міст Дарджилінг і Калімпонґ та штату Сіккім.
З аеропорту також здійснюються гелікоптерні польоти до столиці Сіккіму Ґанґтоку компанією Sikkim Tourism Development Corporation. Іноземці можуть оформити дозвіл на відвідування штату прямо в аеропорту. Загалом в аеропорті працюють 5 авіакомпаній: Indian Airlines, Kingfisher, Air Deccan, SpiceJet і Jet Airway.
Комплекс аеропорту зараз перебудовується для додання нових елементів інфраструктури, таких як центр зберігання вантажів, що псуються, відкриття останнього планується в 2009 році. Крім того, розглядається можливість надання аеропорту міжнародного статусу через його стратегічне розташування між кордонами з Бангладеш, Бутаном, Непалом і КНР.
Також в аеропорті базується 20 ескадрилья Повітряних сил Індії, озброєні винищувачами МіГ-21 і гелікоптерами (ще одна гелікоптерна база розташована за 15 км, в Севоке). Разом з аеропортом в Хасімарі, аеропорт відповідає за повітряні операції над територією Сіккіму, Західного Бенгалу та, у разі необхідності, Бутану. Неподалік від бази знаходиться база Індійської армії.